# Пеццоло-Валле-Уццоне
Пеццоло-Валле-Уццоне (італ. Pezzolo Valle Uzzone, п'єм. Pseu) — муніципалітет в Італії, у регіоні П'ємонт, провінція Кунео.
Пеццоло-Валле-Уццоне розташоване на відстані близько 460 км на північний захід від Рима, 75 км на південний схід від Турина, 55 км на схід від Кунео.
Населення — 345 осіб (2014).
Щорічний фестиваль відбувається 23 листопада. Покровитель — San Colombano.

## Демографія
Населення за роками:

Станом на 1 січня 2023 року в муніципалітеті офіційно проживало 30 іноземців з 8 країн, серед них 11 громадян країн Євросоюзу.

## Сусідні муніципалітети
- Берголо
- Кастеллетто-Уццоне
- Кортемілія
- Левіче
- П'яна-Кріія
- Сероле